# Toomalõuka
Koordinaten: 58° 11′ N, 22° 7′ O
Toomalõuka ist ein Dorf (estnisch küla) auf der größten estnischen Insel Saaremaa. Es gehört zur Landgemeinde Saaremaa (bis 2017: Landgemeinde Salme) im Kreis Saare.
Das Dorf an der Ostsee hat sieben Einwohner (Stand 31. Dezember 2011).